# Немчиновка (платформа)
Немчи́новка — остановочный пункт Белорусского направления Московской железной дороги и Белорусско-Савёловского диаметра в селе Немчиновка Одинцовского городского округа Московской области. Первый пункт главного хода Белорусского направления в Московской области (и первый за МКАД).
Выходы на Вокзальную и Амбулаторную улицы, Советский проспект, проспект Революции и к Можайскому шоссе. Состоит из двух платформ, соединённых между собой настилом. За посадочной платформой со стороны области расположено небольшое вокзальное здание, вмещающее билетную кассу и служебные помещения. Время движения от Белорусского вокзала — 25 минут. Платформа относится к третьей тарифной зоне. С июня 2019 года оборудована турникетами.

## История
В 1870 году был открыт участок Москва — Смоленск. На 16-й версте железной дороги опасным пунктом считалась стрелка с главного на запасный путь к кирпичным заводам братьев Немчиновых, поэтому в 1875 году был учреждён телеграфный пост с путейским мастером в специально построенном сторожевом доме, и уже с 20 мая 1875 года была установлена обязательная остановка на 16-й версте «для спроса пути далее». Чуть позднее, тоже в 1875 году М. А. Немчинов получает разрешение на строительство платформы на 16-й версте Московско-Брестской железной дороги. За право устройства платформы Михаил Немчинов заплатил в дорогу около 10 тыс. рублей. При станции возник посёлок.
Открытая в 1875 году платформа получила название Немчиновский Пост, вскоре название упростилось до Немчиновки. Существует две версии происхождения названия: по названию соседней деревни Немчиново или по фамилии братьев Немчиновых.
В 2014 году на платформах начались строительные работы. С июля 2014 по июнь 2017 года пригородные поезда в сторону Можайска (в мае-июне 2014 года — частично) останавливались у временной деревянной платформы, построенной ближе к Москве. Старая бетонная платформа в сторону области до окончания строительства дополнительных главных путей была разобрана. Летом 2017 года остановочный пункт был полностью обновлён: бетонную платформу в сторону Москвы снесли, вместо неё была построена временная деревянная, которая располагалась ближе в область. Противоположная платформа была также разобрана и отстроена заново, переместившись дальше от Москвы. На месте старых платформ построены две новые: островная из Москвы (начала работу 22 августа 2018 года) и боковая в Москву (открылась 24 декабря 2018 года).

Схема расположения платформ и железнодорожных веток

С 21 ноября 2019 года входит в состав Московских центральных диаметров, линия МЦД-1, на станции останавливаются все пригородные поезда, кроме экспрессов.
В 2023 году здание вокзала, построенное по проекту архитектора Ивана Ивановича Струкова, получило статус выявленного объекта культурного наследия народов РФ.

## Галерея

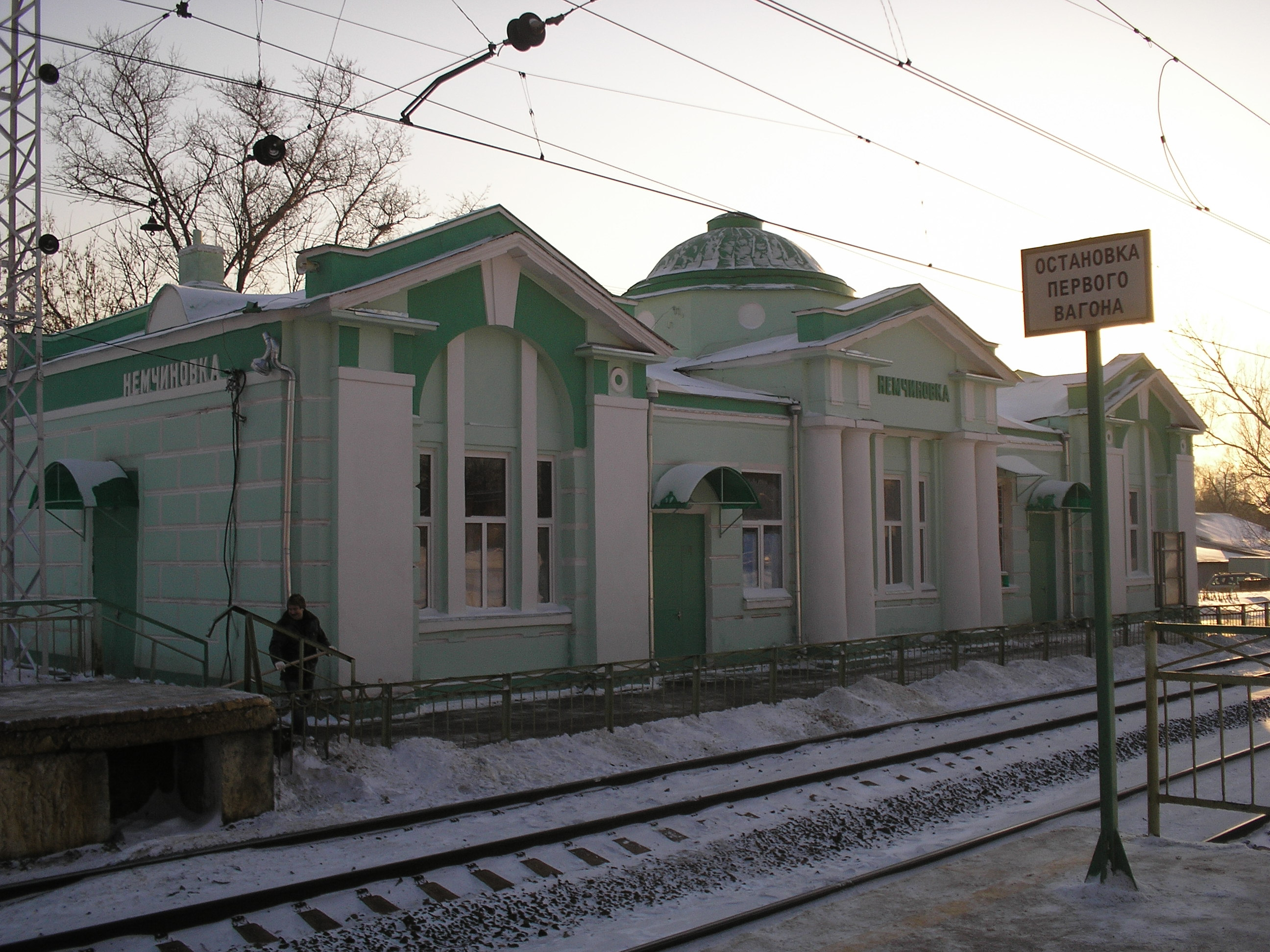
Вокзальное здание на платформе Немчиновка. 1915, архитектор И. И. Струков
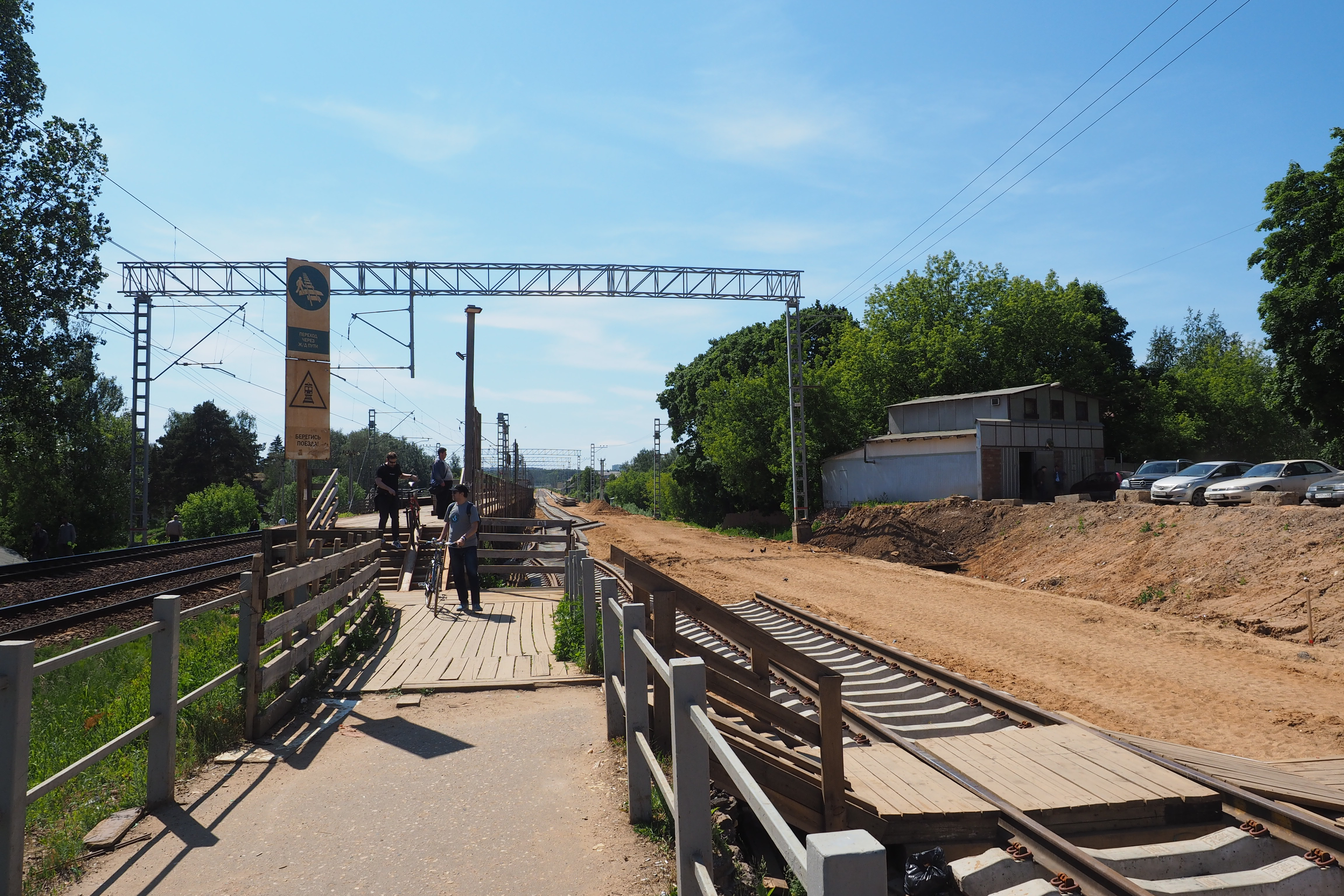
Временная деревянная платформа (лето 2018 года)